# Ned Endress
Ned Robert Endress (Akron, 2 marzo 1918 – Stow, 19 giugno 2010) è stato un cestista e allenatore di pallacanestro statunitense, professionista nella NBL e nella BAA.